# Marian Klepacki
Marian Klepacki, ps. Maniek vel Klepak (ur. 1947, zm. 31 marca 1999 w Warszawie) – polski gangster, jeden z członków zarządu gangu wołomińskiego, którym rządził razem z Ludwikiem Adamskim Lutkiem.

## Życiorys
Z zawodu był tokarzem. Właściciel kantoru i lombardu, mieszczących się na warszawskiej Pradze-Północ. Wielokrotnie sądzony za napady, kradzieże oraz włamania. Znany głównie z afery w 1994 roku, kiedy to jego ludzie napadli na restauracje, kawiarnie i galerie na warszawskiej Starówce, wymuszając haracze. Okradał hurtownie spożywcze i sklepy, przemycał na dużą skalę spirytus i papierosy, zajmował się wymuszeniami i porwaniami dla okupu. Sam zaprzeczał jednak zarzutom, iż zajmował się haraczami.
14 grudnia 1998 wybuchła bomba pod jego mercedesem, zaparkowanym przed hipermarketem Géant przy ul. Jubilerskiej na warszawskiej Pradze-Południe. Marianowi Klepackiemu nic się nie stało, ponieważ ładunek eksplodował, gdy silnik uruchomił jego kierowca, który został ranny.

### Strzelanina w restauracji „Gama”
Marian Klepacki zginął 31 marca 1999 podczas egzekucji w restauracji „Gama” (ul. Wolska 38) na warszawskiej Woli. Miał 52 lata. Wraz z nim w strzelaninie tej zginęli również 48-letni Ludwik Adamski, ps. „Lutek”, 26-letni Mariusz Ł., ps. „Piguła”, 34-letni Piotr Ś., ps. „Kurczak”, oraz 38-letni Olgierd W., ps. „Łysy”.
Marian Klepacki został pochowany na cmentarzu w Wołominie.

## Rodzina
Był ojcem gangstera gangu wołomińskiego Jacka Klepackiego, ps. „Młody Klepak”, zastrzelonego 17 sierpnia 2002 w restauracji „Okoń” w Mikołajkach. Głównym podejrzanym jest Andrzej Tyburski, ps. „Tyburek” (ur. 1972), poszukiwany listem gończym od 1999 roku i zatrzymany 8 listopada 2009 w wyniku akcji CBŚ.